# Baseline Nunataks
Baseline Nunataks är nunataker i Antarktis. De ligger i Östantarktis. Australien gör anspråk på området.